# Liste der Monuments historiques in Villefranche-de-Lauragais
Die Liste der Monuments historiques in Villefranche-de-Lauragais führt die Monuments historiques in der französischen Gemeinde Villefranche-de-Lauragais auf.

## Liste der Bauwerke
| Bezeichnung                                       | Beschreibung                       | Standort | Kennzeichnung | Schutzstatus | Datum | Bild           |
| ------------------------------------------------- | ---------------------------------- | -------- | ------------- | ------------ | ----- | -------------- |
| Château de Barelles                               | Schloss, erbaut im 18. Jahrhundert | (Lage)   | PA00094682    | Inscrit      | 1990  |                |
| Glockenturm der Kirche Notre-Dame-de-l’Assomption | Erbaut 1364                        | (Lage)   | PA00094660    | Inscrit      | 1927  | weitere Bilder |

## Liste der Objekte

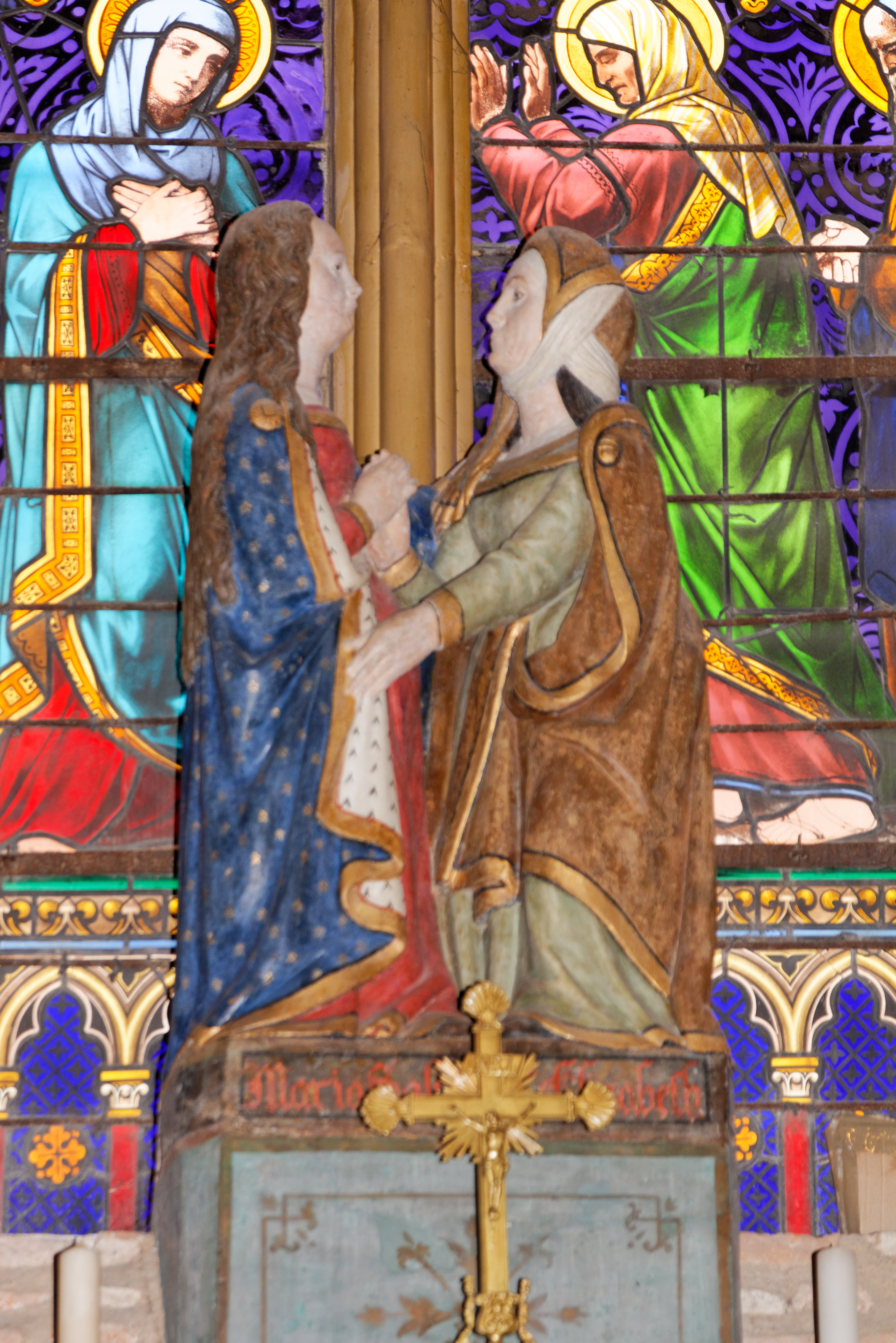
Skulpturengruppe Heimsuchung Mariens in der Kirche Notre-Dame-de-l’Assomption

- Monuments historiques (Objekte) in Villefranche-de-Lauragais in der Base Palissy des französischen Kultusministeriums